# 丹尼斯·蘇亞雷斯
丹尼斯·蘇亞雷斯·費南迪斯（西班牙語：Denis Suárez Fernández，西班牙語發音：[ˈdenis ˈswaɾeθ feɾˈnandeθ]，1994年1月6日—），是一名西班牙職業足球員，現時效力西班牙甲組足球聯賽球會比利亞雷阿爾。曾效力西班牙國家足球隊。司職攻擊中場。

## 球會生涯

### 維拉利爾
2015年8月29日，蘇亞雷斯轉會至比利亞雷阿爾，簽約4年，轉會費未有公佈，合約中設有回購條款。

### 巴塞隆拿
2013年8月22日，苏亚雷斯把一笔未知数目的钱转到了巴塞罗那，并签署了一份为期四年的合同。在2013-2014赛季，他主要参加了西班牙丙级联赛为巴塞罗那B队效力。
2016年7月4日，巴塞隆拿以350萬歐元的價錢回購蘇亞雷斯，簽約4年。於首個賽季，蘇亞雷斯於聯賽上陣12場。

### 阿仙奴（外借）
2019年1月30日，蘇亞雷斯被外借至英格蘭超級足球聯賽球會阿森納，直至2018/2019賽季完結。

### 切爾達
2019年6月30日，蘇亞雷斯轉會至西班牙甲組足球聯賽球會切爾達，簽約4年，轉會費為1350萬鎊。

### 維拉利爾（回歸）
2023年6月27日，蘇亞雷斯回到比利亞雷阿爾，七個賽季後重返潛艇，簽訂一份為期三年的合約。
2025年2月1日，丹尼斯在聯賽對陣巴利亞多利德的比賽中踢進重返維拉利爾的首球，最終球隊5-1大勝。

## 國家隊生涯
蘇亞雷斯曾代表西班牙 U17上陣，並在對陣摩尔多瓦和北爱尔兰時各攻入1球。他亦曾代表西班牙 U19上陣，曾隨隊贏得2012年歐洲U-19足球錦標賽冠軍。於對陣希臘的決賽中，他於第71分鐘上陣。全項賽事中，蘇亞雷斯上陣6場，共284分鐘，攻入2球。
2016年5月29日，蘇亞雷斯於對陣波斯尼亞和黑塞哥維那國家足球隊的比賽中，後備入替，首次代表西班牙國家足球隊上陣。

## 生涯統計
截至2019年1月18日。
| 球會             | 賽季        | 聯賽               | 聯賽 | 聯賽 | 盃賽 | 盃賽 | 聯賽盃 | 聯賽盃 | 歐洲賽事 | 歐洲賽事 | 其他 | 其他 | 總計 | 總計 |
| 球會             | 賽季        | 聯賽               | 出場 | 入球 | 出場 | 入球 | 出場   | 入球   | 出場     | 入球     | 出場 | 入球 | 出場 | 入球 |
| ---------------- | ----------- | ------------------ | ---- | ---- | ---- | ---- | ------ | ------ | -------- | -------- | ---- | ---- | ---- | ---- |
| 曼城             | 2011–12賽季 | 英格蘭超級足球聯賽 | 0    | 0    | 0    | 0    | 1      | 0      | 0        | 0        | 0    | 0    | 1    | 0    |
| 曼城             | 2012–13賽季 | 英格蘭超級足球聯賽 | 0    | 0    | 0    | 0    | 1      | 0      | 0        | 0        | 0    | 0    | 1    | 0    |
| 曼城             | 總計        | 總計               | 0    | 0    | 0    | 0    | 2      | 0      | 0        | 0        | 0    | 0    | 2    | 0    |
| 巴塞隆納B隊      | 2013–14賽季 | 西班牙足球乙级联赛 | 36   | 7    | —    | —    | —      | —      | —        | —        | —    | —    | 36   | 7    |
| 巴塞隆納B隊      | 總計        | 總計               | 36   | 7    | —    | —    | —      | —      | —        | —        | —    | —    | 36   | 7    |
| 塞維利亞（外借） | 2014–15賽季 | 西班牙足球甲级联赛 | 31   | 2    | 6    | 1    | —      | —      | 9        | 3        | 1    | 0    | 47   | 6    |
| 塞維利亞（外借） | 總計        | 總計               | 31   | 2    | 6    | 1    | —      | —      | 9        | 3        | 1    | 0    | 47   | 6    |
| 比利亞雷阿爾     | 2015–16賽季 | 西班牙足球甲级联赛 | 33   | 4    | 2    | 0    | —      | —      | 13       | 1        | —    | —    | 48   | 5    |
| 比利亞雷阿爾     | 總計        | 總計               | 33   | 4    | 2    | 0    | —      | —      | 13       | 1        | —    | —    | 48   | 5    |
| 巴塞罗那         | 2016–17賽季 | 西班牙足球甲级联赛 | 26   | 1    | 7    | 2    | —      | —      | 1        | 0        | 2    | 0    | 36   | 3    |
| 巴塞罗那         | 2017–18賽季 | 西班牙足球甲级联赛 | 18   | 2    | 5    | 1    | —      | —      | 3        | 0        | 1    | 0    | 27   | 3    |
| 巴塞罗那         | 2018–19賽季 | 西班牙足球甲级联赛 | 2    | 0    | 4    | 2    | —      | —      | 2        | 0        | 0    | 0    | 8    | 2    |
| 巴塞罗那         | 總計        | 總計               | 46   | 3    | 15   | 3    | —      | —      | 6        | 0        | 3    | 0    | 71   | 8    |
| 生涯總計         | 生涯總計    | 生涯總計           | 146  | 16   | 23   | 4    | 2      | 0      | 28       | 4        | 4    | 0    | 204  | 26   |

Notes
1. ↑  包括英格蘭足總盃和西班牙國王盃
2. 1 2  包括欧足联欧洲联赛
3. ↑  包括歐洲超級盃
4. 1 2 3  包括欧洲冠军联赛
5. 1 2 3  包括西班牙超級盃

## 榮譽

### 球會
西維爾
- 欧足联欧洲联赛：2014–15賽季[14]

 巴塞隆拿
- 西班牙甲組足球聯賽：2017–18、 2018–19
- 西班牙國王盃：2016–17賽季（英语：2016–17 Copa del Rey）、2017–18賽季（英语：2017–18 Copa del Rey）
- 西班牙超級盃：2016年（英语：2016 Supercopa de España）、2018年（英语：2018 Supercopa de España）

### 國家隊
西班牙 U19
- 歐洲U-19足球錦標賽：2012年（英语：2012 UEFA European Under-19 Championship）

### 個人
- 曼城最佳年輕球員：2011–12賽季
- 欧足联欧洲联赛最佳助攻：2015–16賽季[15]

## 外部連結
- 丹尼斯·蘇亞雷斯於巴塞隆拿官方網站上的資料 （西班牙文）
- 丹尼斯·蘇亞雷斯（页面存档备份，存于）於BDFutbol網站上的資料
- 丹尼斯·蘇亞雷斯（页面存档备份，存于）於Teamtalk網站上的資料
- Soccerway資料庫：丹尼斯·蘇亞雷斯